# Papirna i kartonska ambalaža u prehrambenoj indstriji
Upotreba papira i kartona za pakovanje hrane datira još iz XVII veka. Njegova upotreba naročito je porasla u drugom delu XIX veka. U savremenom pakovanju namirnica značajnu ulogu ima ambalaža od papira i kartona. Zahvaljujući postupcima oplemenjivanja ova ambalaža obezbeđuje proizvodima potrebnu zaštitu. 
Najčešće se proizvodi komercijalna i transportna ambalaža od papira i kartona i omoti kao dopunska ambalaža.

## Izrada papirne i kartonske ambalaže
Papir i karton su materijali u obliku listova dobijeni od ispreplitane mreže celuloznih vlakana izolovanih iz drveta, korišćenjem sulfata i sulfita. Vlakna su zatim pretvorena u kašu i/ili izbeljena i tretirana hemikalijama, kao što su sredstva za jačanje u cilju dobijanja papirnog proizvoda. Papir i karton se obično upotrebljavaju za kartone za mleko, sklapajuće kutije, vreće i džakove, i papir za pakovanje.
Karton se proizvodi od starog papira uz dodatak celuloze jednakog sastava u celoj masi ili sa svetlim površinskim slojem na jednoj strani. Od količine celuloze zavisi i debljina kartona. Na osnovu broja različitih slojeva, dele se na dupleks i tripleks kartone. Dupleks karton je sastavljen iz tri sloja različitog sastava. Tripleks karton je sastavljen iz tri sloja različitog sastava – naziva se još i hromokarton. 
Moderni trend predstavlja smanjivanje gramature kartona. Novim tehnološkim postupcima se danas može proizvesti najniža gramatura troslojnog kartona već od 300 g/m3. Dalja unapređenja se usmerena na povećanje upotrebljivosti i praktičnosti povećanjem postojećih mogućnosti i materijala i pronalaženje postupka kojim bi se smanjili troškovi proizvodnje.

Karton za proizvodnju transportne ambalaže može se impregnirati voskovima i lepkom otpornim na vodu.

## Vrste papirne ambalaže

### Šrenc
Šrenc. – Proizvodi se iz starog recikliranog papira, vrlo malo celuloze I jeftinih punila. Može biti sive I smeđe boje. Koristi se za unutrašnje I spoljašnje slojeve talasastog kartona. Ako se izrađuje sa većom površinskom masom od 23 g/m2,  naziva se šrenc-karton.

### Natron-papir
Natron-papir (kraft-papir) se proizvodi iz natron-celuloze uz obavezno tutkalisanje. To je jednostruko gladak papir, smeđe boje koji se sa jedne strane tutkališe, a sa druge lakira. Otporan na kidanje, cepanje, pucanje i razvlačenje. Koristi se za izradu jednoslojnih, višeslojnih vreća i za ravne slojeve talasastog kartona.

### Sulfitni omotni papir
Sulfitni omotni papir se dobija iz sulfitne celuloze uz dodatak manje količine drvenjače ili starog papira. Tutkališe se. Gladak je sa jedne strane i prilagođen za štampu. Upotrebljava se za slojeve komercijalne ambalaže.

### Papiri nepropustljivi za mast
Papiri nepropustljivi za mast se proizvode iz čiste celuloze posebnom hemijskom obradom. Razlikuje se nekoliko vrsta ovih papira pravi pergament papir, imitacija pergament papira i pergamin papir.
Za pravi pergament papir je karakteristična velika nepropustljivost za masnoću i vodu. Imitacija pergament papira poseduje manju otpornost prema masnoćama, a vlagu propušta. Pergamin papir je transparentan, a osobine su mu iste kao i kod imitacije pergament papira.
Ova vrsta papira uglavnom se koristi za izradu komercijalne ambalaže.

## Vrste kartonske ambalaže

### Beli karton
Beli karton je napravljen je od nekoliko tankih slojeva hemijski izbeljene pulpe. Najčešće se koristi kao unutrašnji sloj kartona. Može biti prevučen voskom ili lameliran polietilenom. To je jedini oblik kartona koji je preporučljiv za direktan kontakt za hranom.

### Čvrsti karton
Čvrsti karton sadrži više slojeva izbeljenih sulfatnih kartona. Kada je lameliran polietilenom formira tečni karton (poznat kao mlečni karton). Uglavnom se koristi za pakovanje voćnih sokova i svežih pića

### Chip board
Chip board je napravljen je od recikliranog papira i često sadrži oštećene delove i nečistoće od originalnog papira, što ga čini neprihvatljivim za direktan kontakt sa hranom, štampanje i savijanje. Često se prekriva belim kartonom u cilju poboljšanja izgleda i snage (čvrstine). Najjeftiniji je oblik kartona i koristi se za pravljenje spoljašnjih slojeva kartona za hranu, kao što su čaj i žitarice.

### Talasasti karton
Talasasti karton je karton koji se sastoji iz jednog ili više slojeva talasastog papira koji je nalepljen na jedan sloj ravnog papira ili se nalazi nalepljen izmedju slojeva ravnog papira. Talasasti karton može biti dvoslojan, troslojan, petoslojan i sedmoslojni.

## Primena u prehrambenoj industriji
Običan papir ne štiti namirnice duži vremenski period jer ima slaba barijerna svojstva i nije termo zavarljiv. Kada se koristi kao osnovno pakovanje (kada je u kontaktu sa hranom), papir je uvek tretiran, prevučen, laminiran ili impregniran materijalima kao što su voskovi, smole ili lakovi, da bi se poboljšala funkcionalna i zaštitna svojstva.
Papir i karton se obično upotrebljavaju za kartone za mleko, sklapajuće kutije, vreće i džakove i papir za pakovanje. 
Ambalaža od papira ne sme biti obojena ako se upotrebljava za neposredno pakovanje masti, maslaca, margarina, kajmaka i drugih mlečnih proizvoda bogatih mastima, kao i za pakovanje čokolade, kakao-praha, mesa, poslastičarskih proizvoda, sladoleda, mleka u prahu, jaja u prahu, proizvoda od mesa, bureka, masnog peciva i kuhinjske soli.
Ambalaža koja pri pakovanju dolazi u neposredan dodir sa životnim namirnicama ne sme sadržavati više od 3 mg/kg arsena, ni više od 10 mg/kg olova, kao ni više od 10 mg/kg polihlorovanih bifenila.

## Spoljašnje veze
- Tehnologija hrane
- Ambalažni materijali